# Adenský protektorát
Adenský protektorát (arabsky: حمية عدن, anglicky: Aden Protectorate) byl britský protektorát v letech 1886 až 1963. Byl utvořen v roce 1886 z Jihoarabských emirátů, patřících pod osmanskou suverenitu. V roce 1959 se z jeho západní části utvořila Federace jihoarabských emirátů, v roce 1962 Jihoarabská federace a z východní části byl vytvořen v roce 1963 Jihoarabský protektorát, čímž Adenský protektorát definitivně zanikl. V současnosti je území bývalého Adenského protektorátu součástí Jemenské republiky.

## Dějiny
V roce 1832 získali Britové území v jižní části Jemenu se strategickým přístavem Aden. Následně byly uzavřeny neformální dohody s devíti kmeny, obývajícími zázemí přístavu. Jednalo se o kmeny Abdali z Lahidže, Alawí, Amírí z Dhály, Aqrabí, Awálaq, Fadhlí, Hawšabí, Subajhí a Jáfa. Od roku 1874 toto společenství existovalo s tichým souhlasem Osmanské říše a vešlo ve známost jako Devět kmenů. Po podpisu smlouvy se sultanátem Mahra v roce 1886 Britové na velké části jižního Jemenu ustanovili protektorát. Od roku 1917 byl pro administrativní účely rozdělen na dva celky: Západoadenský protektorát a Východoadenský protektorát (většina na území tzv. Hadramautu). Smlouvou z roku 1934 Spojené království uznalo nezávislé Jemenské království, které se naopak zřeklo ambicí na připojení jižního Jemenu. V roce 1937 byla Adenská kolonie ustanovena korunní kolonií a i Adenský protektorát byl spravován nezávisle na Britské Indii.

### Zánik protektorátu
Ze Západoadenského protektorátu se pak utvořila v letech 1959 - 1962 Federace jihoarabských emirátů, ze které vznikla v roce 1963 Jihoarabská federace. K té se připojil sultanát Wahidi Balhaf, který byl předtím součástí Východoadenského protektorátu. V roce 1963 byl naproti tomu utvořen Jihoarabský protektorát, který zahrnoval většinu území bývalého Východoadenského protektorátu a sultanát Horní Jafa, který byl do té doby součástí Západoadenského protektorátu, ale na rozdíl od ostatních emirátů se nepřipojil k Federaci jihoarabských emirátů.
Od roku 1963 vedla Národně osvobozenecká fronta na většině území Jižního Jemenu, nacházejícího se pod britskou správou, ozbrojený boj proti koloniální vládě. V důsledku této aktivity a v souvislosti se Suezskou krizí Britové toto území 28. listopadu 1967 vyklidili. O dva dny později byla na teritoriu Jihoarabské federace a Jihoarabského protektorátu vyhlášena Jihojemenská lidová republika, čímž Jihoarabský protektorát zanikl.

## Západoadenský a Východoadenský protektorát

### Západoadenský protektorát
Západoadenský protektorát měl rozlohu cca 55 000 km², byl spravován z města Lahidž a zahrnoval tato území:
- stát Aden
- Alawí
- Aqrabí
- Audhali
- Bejchan
- Dathina
- Dhála
- Fadhlí
- Hawšabí
- Lahidž
- Dolní Awlaqí
- Dolní Jafa
- Maflahí
- Šajb
- sultanát Horní Jafa, zahrnující šejcháty Al-Busí, Al-Dhubí, Hadramí, Maflahí a Mawsata
- Horní Aulaqi - šejcháty
- Horní Aulaqi - sultanát

### Východoadenský protektorát
Východoadenský protektorát měl rozlohu cca 230 000 km², byl spravován z města Mukallá a zahrnoval níže uvedená území, z nichž většina se nacházela na historickém území tzv. Hadramautu):
- Kasírí
- Mahra
- Kuejtí
- Wahidi Balhaf